# Lennart Larsson (direktör)
Lennart Fredrik Laurentius Larsson, född 19 juni 1880 i Sundsvall, död 26 december 1966 i Engelbrekts församling i Stockholm, var en svensk direktör och grosshandlare.
Lennart Larsson var son till grosshandlaren Axel Larsson och Ida Sundberg (dotter till sågverksägaren Fredrik Sundberg), och bror till borgarrådet Yngve Larsson. Han gifte sig 1907 med Norah Greayer (1882–1941) och var far till Lennart Larsson Jr. (född 1917).
Han utbildades vid Schartaus Handelsinstitut 1898, och fick köpmannautbildning i Tyskland och USA 1900–1902. Verksam i Stockholm som köpman från 1905. Handelssakkunnig vid Sveriges beskickning i Washington 1914–1915. Han blev VD i AB The Swedish Trading Co. 1925 och styrelseordförande där 1956, ordförande i Svenska transmarina exportförbundet 1947–1950, styrelseledamot i AB Svenska Shell och Sveriges Radio och hade ett flertal uppdrag i statliga kommissioner, Stockholms stad och i Stockholms handelskammare.
Som VD i The Swedish Trading Co. samarbetade Lennart Larsson och hans son Lennart Larsson Jr. med Raoul Wallenberg i Budapest 1944.
Larsson mottog flera statsordnar; Nordstjärneorden (riddare), Vasaorden (riddare) och Finlands Vita Ros (riddare, 1 kl).
Familjen Larsson bodde från 1907 i Storängen, och från 1917 på Villagatan 13B på Östermalm i Stockholm. Lennart Larsson är begravd på Norra begravningsplatsen utanför Stockholm.